# Nannomys
Chuột nhắt lùn châu Phi (Danh pháp khoa học: Nannomys) là một thứ chi (subgenus) của chi chuột nhắt Mus trong họ chuột Muridae Chúng là các loài bản địa của vùng châu Phi hạ Sahara, mơi mà có thể tìm thấy chúng ở nhiều môi trường sống khác nhau

## Các loài
Phân chi chuột này có tổng cộng 19 loài Các loài này bao gồm:
- Mus baoulei (từ bờ biển Ngà tới Guinea)
- Mus bufo (các vùng núi của Uganda, Rwanda, Burundi và gần một phần của CHDC Congo)
- Mus callewaerti (Angola và CHDC Congo)
- Mus goundae (Cộng hòa Trung Phi)
- Mus haussa (Senegal tới bắc Nigeria)
- Mus indutus (Nam Angola tới tây Zimbabwe và phía Bắc của Nam Phi)
- Mus mahomet (Ethiopia, tây nam Uganda và tây nam Kenya)
- Mus mattheyi (Ghana)
- Mus minutoides (Zimbabwe, nam Mozambique, Nam Phi)
- Mus musculoides (châu Phi hạ Sahara, kể cả phạm vi của Mus minutoides)
- Mus neavei (Miền đông CHDC Congo tới miền Bắc của Nam Phi)
- Mus orangiae (Nam Phi)
- Mus oubanguii (Cộng hòa Trung Phi)
- Mus setulosus (Senegal tới Ethiopia và phía Tây Kenya)
- Mus setzeri (miền Bắc Namibia, Botswana, và miền Tây Zambia)
- Mus sorella (Đông Cameroon tới Tây Tanzania)
- Mus tenellus (Sudan tới Nam Somalia và miền Trung Tanzania)
- Mus triton (Nam Ethiopia tới trung tâm Angola và Malawi)